# Polinago
Polinago est une commune italienne de la province de Modène dans la région Émilie-Romagne en Italie.

## Administration
| Période                                  | Période | Identité | Étiquette | Qualité |
| ---------------------------------------- | ------- | -------- | --------- | ------- |
|                                          |         |          |           |         |
| Les données manquantes sont à compléter. |         |          |           |         |

### Hameaux
Gombola, Brandola, Talbignano, S. Martino, Cassano

### Communes limitrophes
Lama Mocogno, Palagano, Pavullo nel Frignano, Prignano sulla Secchia, Serramazzoni